# Епархия Жуины
Епархия Жуины (лат. Dioecesis Iuinensis) — епархия Римско-Католической церкви с центром в городе Жуина, Бразилия. Епархия Жуины входит в митрополию Куябы. Кафедральным собором епархии Жуины является церковь Святейшего Сердца Иисуса.  

## История
23 декабря 1997 года Римский папа Иоанн Павел II издал буллу «Ad plenius», которой учредил епархию Жуины, выделив её из архиепархии Диамантины.

## Ординарии епархии
- епископ Franco Dalla Valle (1997—2007)
- епископ Neri José Tondello (2008 — по настоящее время)

## Источник
- Annuario Pontificio, Ватикан, 2007
- Булла Ad plenius consulendum  (лат.)